# Petit-duc de Negros
Otus nigrorum
Espèce
Synonymes
- Otus bakkamoena nigrorum Rand, 1950
(protonyme)

Statut de conservation UICN

 VU C2a(i) : Vulnérable
Le Petit-duc de Negros (Otus nigrorum) est une espèce d'oiseaux de la famille des Strigidae, considérée jusqu'en 2011 comme une sous-espèce du Petit-duc de Luçon (O. megalotis).

## Répartition
Cette espèce peuple les îles de Panay et Negros (Philippines).